# BroadbandTV
BroadbandTV Corp. (BBTV)は、2005年にCEOのShahrzad Rafatiによって設立されたメディア・テクノロジー会社。本社をカナダのブリティッシュコロンビア州バンクーバーに置く。
2019年5月には月間視聴回数は380億回を超しており、同年2月にはユニーク視聴者が5億7,500万人に達し、オンライン動画管理数については、Googleに続き世界2位に達した。
サービス内容は、メディア企業が持つ動画オンライン動画コンテンツのマネージメントや、それらコンテンツの権利を主張し、著作権を管理するサービスを提供している。 またソニー・ピクチャーズ エンタテインメントやワーナー・ブラザース、そしてNBAと提携してコンテンツ管理も行っている。
更に個人YouTube動画クリエイター向けの運営や技術開発も行っており、日本を含む世界二十九か国で事業展開をしている。
BBTVの主なオリジナルブランドとしてゲーマー向けのTGN、子供や家族向けのHooplaKidz、バスケットボールに関するNBA Playmakers、そしてヒップホップ・ミュージックに関するOppositionがある。  
同社は、ディープラーニング、信号処理、およびビッグデータを活用して独自のVISOテクノロジーを構築し、エコシステムを強化している。

## 資金提供とパートナーシップ
- 2013年6月 RTLグループより3600万ドルの資金提供を受ける[3][4]。
- 2014年9月 フリーマントルメディアのデジタルスタジオであるTiny Riotと、エンターテイメント、ゲーム、ミュージックの分野でオリジナルプログラムを製作するために、複数年に渡るオリジナルコンテンツ契約を締結[5]。

## 関係するブランド
- TGN - ゲーム中心のネットワーク
- WIMSIC -エレクトロニックミュージック中心のネットワーク
- Opposition - ピップホップ中心のネットワーク
- TCN - 自動車中心のネットワーク

## テクノロジーブランド
- VISO Catalyst - コンテンツクリエイターのプラットフォーム
- VISO NOVI - コンテンツの権利を管理しクレームするプラットフォーム